# TSV Hannover-Burgdorf
TSV Hannover-Burgdorf – niemiecki męski klub piłki ręcznej z Hanoweru. Występuje w Bundeslidze.
W latach 2005–2009 klub grał w 2. Bundeslidze. W sezonie 2008/2009, w którym odniósł 27 zwycięstw, zanotował jeden remis i poniósł sześć porażek, zajął w niej 2. miejsce, awansując do Bundesligi. Debiutancki sezon 2009/2010 w najwyższej klasie rozgrywkowej zakończył na 14. pozycji. W sezonie 2012/2013 drużyna zajęła 6. miejsce, uprawniające do startu w europejskich pucharach. W sezonie 2013/2014 TSV Hannover-Burgdorf przystąpił do gry w Pucharze EHF. Po pokonaniu w 3. rundzie eliminacji szwajcarskiego Kadetten Schaffhausen (28:28 i 41:27), awansował do fazy grupowej, w której wygrał dwa mecze (z hiszpańskim CB Ademar León (27:26) i węgierskim Csurgói KK (27:26)), jeden zremisował, a trzy przegrał, zajmując z pięcioma punktami 4. pozycję w grupie A i odpadając z dalszej rywalizacji.
W sezonie 2017/2018 zespół po raz drugi w swojej historii zakończył rozgrywki Bundesligi na 6. pozycji (wygrał 22 mecze, trzy zremisował, a dziewięć przegrał), a jego skrzydłowy, Duńczyk Casper Ulrich Mortensen, został z dorobkiem 230 goli królem strzelców ligi. Ponadto w sezonie 2017/2018 klub po raz pierwszy awansował do finału Pucharu Niemiec, w którym 6 maja 2018 przegrał z Rhein-Neckar Löwen (26:30). W sezonie 2018/2019, po pokonaniu w 3. rundzie portugalskiej Benfiki, drużyna po raz drugi awansowała do fazy grupowej Pucharu EHF.
W klubie występowali Polacy: Tomasz Tłuczyński, Maciej Stęczniewski, Jacek Będzikowski, Adam Weiner i Piotr Przybecki.

## Sukcesy
- Bundesliga:
  - 6. miejsce: 2012/2013, 2017/2018
  - 7. miejsce: 2015/2016
  - 8. miejsce: 2013/2014
- Puchar Niemiec:
  - Finał: 2017/2018
- Puchar EHF:
  - Faza grupowa: 2013/2014, 2018/2019[3]

## Kadra w sezonie 2018/2019
Opracowano na podstawie materiału źródłowego:
| Bramkarze - 1. Martin Ziemer - 90. Urban Lesjak Rozgrywający - 3. Nejc Cehte - 9. Mait Patrail - 17. Kai Häfner - 19. Pawieł Atman - 20. Fabian Böhm - 34. Morten Olsen | Skrzydłowi - 2. Torge Johannsen - 15. Lars Lehnhoff - 23. Cristian Ugalde - 73. Timo Kastening Obrotowi - 14. Jewgienij Piewnow - 33. Domagoj Sršen - 44. Ilija Brozović |

## Bilans w Bundeslidze
| Sezon                 | Miejsce | M   | W   | R  | P   | Bramki    |
| --------------------- | ------- | --- | --- | -- | --- | --------- |
| 2009/2010             | 14.     | 34  | 9   | 2  | 23  | 880–1011  |
| 2010/2011             | 14.     | 34  | 9   | 2  | 23  | 904–1010  |
| 2011/2012             | 13.     | 34  | 10  | 4  | 20  | 980–1050  |
| 2012/2013             | 6.      | 34  | 21  | 4  | 9   | 1021–1002 |
| 2013/2014             | 8.      | 34  | 14  | 4  | 16  | 918–986   |
| 2014/2015             | 13.     | 36  | 11  | 7  | 18  | 981–1019  |
| 2015/2016             | 7.      | 32  | 14  | 8  | 10  | 891–880   |
| 2016/2017             | 11.     | 34  | 11  | 2  | 21  | 935–954   |
| 2017/2018             | 6.      | 34  | 22  | 3  | 9   | 953–900   |
| Razem                 | Razem   | 306 | 121 | 36 | 149 | 8463–8812 |
| Źródło: 1. Bundesliga |         |     |     |    |     |           |